# Cybaeus fujisanus
Espèce
Cybaeus fujisanus est une espèce d'araignées aranéomorphes de la famille des Cybaeidae.

## Distribution
Cette espèce est endémique de la préfecture de Yamanashi au Japon,. Elle se rencontre sur le mont Fuji dans la grotte Korin-no-douketsu.

## Description
La femelle holotype mesure 5,1 mm.
La carapace du mâle décrit par Sugawara, Ihara et Nakano en 2021 mesure 2,12 mm de long sur 1,43 mm et l'abdomen 2,05 mm de long sur 1,57 mm et la carapace de la femelle mesure 2,34 mm de long sur 1,52 mm et l'abdomen 3,12 mm de long sur 2,31 mm.

## Étymologie
Son nom d'espèce lui a été donné en référence au lieu de sa découverte, le mont Fuji.

## Publication originale
- Yaginuma, 1972 : « The fauna of the lava caves around Mt. Fuji-san IX. Araneae (Arachnida). » Bulletin of the National Museum of Nature and Science, vol. 15, p. 267-334.